# بيرسيفال إيفرت (روائي)
بيرسيفال إيفرت (بالإنجليزية: Percival Everett)‏‏ (ديسمبر 1956 - ) كاتب، وروائي، وكاتب للأطفال من الولايات المتحدة.